# Masi Torello
Masi Torello (Màs Turèl in dialetto ferrarese) è un comune italiano di 2 246 abitanti della provincia di Ferrara in Emilia-Romagna.

## Geografia fisica

### Territorio
- Classificazione climatica: zona E, 2272 GR/G

## Origini del nome
L'origine del nome sarebbe da attribuire a manso, misura agraria locale, o mansus, "fondo coltivato"; quest'ultima ipotesi, associata a torelus, ove s'intendeva la corda ritorta, può far pensare a un podere specializzato nella lavorazione della corda.
Un'altra ipotesi vede l'origine del nome risalire al potere acquistato intorno ai XIII secolo dalla famiglia Torelli-Salinguerra, anche se nulla è documentato circa possedimenti di proprietà dei Torelli in questa zona.

## Storia
Masi Torello è divenuto un comune nel 1959; prima di allora era una frazione di Portomaggiore. Non è nota, per l'assenza di testimonianze documentali, la sua esatta origine: il fatto che non fosse citato in alcun documento anteriore al XIII secolo porta a credere che non esistesse questa località prima di quest'epoca.
Certo è che dagli inizi del XIV secolo s'instaurarono fitti rapporto con il borgo e Ferrara e quindi Masi Torello ne seguì le vicende, passando dagli estensi allo Stato Pontificio. Annessa nel 1798 alla Repubblica cisalpina, fu unita al comune di Trova, con sede municipale a Portomaggiore.
Il 25 settembre 1959 riconquistò la propria autonomia: il 28 novembre 1960 s'insediò il primo consiglio comunale con sindaco Giorgio Franceschini.

### Simboli

Variante della bandiera comunale esposta al di fuori del municipio

Lo stemma e il gonfalone sono stati concessi con DPR del 21 luglio 1962.
Vi sono rappresentati il patrono della frazione di Masi San Giacomo, l'aquila estense e il torello, arma parlante e simbolo della famiglia Torelli.
Il gonfalone è un drappo di azzurro.

## Monumenti e luoghi d'interesse
- Chiesa di San Leonardo Abate

## Società

### Evoluzione demografica
Abitanti censiti

## Infrastrutture e trasporti
La località è situata lungo la strada provinciale 1 e dispone di una propria uscita lungo l'Autostrada Ferrara-Porto Garibaldi.
La stazione ferroviaria è posta lungo la linea ferrovia Ferrara-Codigoro. Fra il 1901 e il 1931 Masi Torello era servita da un analogo impianto posto sulla tranvia Ferrara-Codigoro.

## Amministrazione
Di seguito è presentata una tabella relativa alle amministrazioni che si sono succedute in questo comune.
| Periodo        | Periodo        | Primo cittadino          | Partito                              | Carica  | Note  |
| -------------- | -------------- | ------------------------ | ------------------------------------ | ------- | ----- |
| 5 luglio 1985  | 7 giugno 1990  | Duclos Rossi             | Democrazia Cristiana                 | Sindaco | [ 8 ] |
| 7 giugno 1990  | 24 aprile 1995 | Duclos Rossi             | Democrazia Cristiana                 | Sindaco | [ 8 ] |
| 24 aprile 1995 | 14 giugno 1999 | Marco Ferraresi          | lista civica                         | Sindaco | [ 8 ] |
| 14 giugno 1999 | 14 giugno 2004 | Valentina Verri          | lista civica                         | Sindaco | [ 8 ] |
| 14 giugno 2004 | 8 giugno 2009  | Manuela Cecilia Rescazzi | lista civica                         | Sindaco | [ 8 ] |
| 8 giugno 2009  | 26 maggio 2014 | Manuela Cecilia Rescazzi | lista civica                         | Sindaco | [ 8 ] |
| 26 maggio 2014 | 27 maggio 2019 | Riccardo Bizzarri        | lista civica "Masi Bene Comune"      | Sindaco | [ 8 ] |
| 27 maggio 2019 | 10 giugno 2024 | Riccardo Bizzarri        | lista civica "Masi Bene Comune"      | Sindaco | [ 8 ] |
| 10 giugno 2024 | in carica      | Samuele Neri             | lista civica "Insieme per il futuro" | Sindaco | [ 8 ] |